# 귀두염
귀두염(龜頭炎, balanitis)은 귀두의 염증이다. 포피에도 영향을 받으면 귀두포피염(balanoposthitis)이라고 한다.
기저귀를 찬 아이의 귀두염은 암모니아성 피부염에 의해 발생되는 적열과는 구별해야 한다. 이 용어의 영어 낱말 balanitis는 도토리를 뜻하는 그리스어 βάλανος(발라노스, balanos)에서 비롯된다.

## 증상
증상은 다음을 포함할 수 있다:
- 최초 증상 - 귀두의 조그맣고 빨간 미란
- 포피의 적열
- 성기의 적열
- 기타 음경의 발진
- 악취가 나는 분비물
- 포피와 성기의 통증

## 병인
염증에는 수많은 병인이 있는데, 환경 물질에 의한 가려움, 육체적 트라우마, 박테리아, 바이러스, 균의 감염을 포함한다. 이러한 감염들 가운데 일부는 성병에 속한다.
대부분의 경우 포피가 질병에 관여하기 때문에 포경수술을 받은 사람들의 경우 발병률은 낮은 편이다. 충분히 씻지 않거나 과도한 청결은 문제를 일으킬 수 있다. 당뇨로 인해 특히 혈당 통제가 잘 되지 않으면 귀두염이 발생할 가능성이 더 높다.
음경암과 같은 비슷한 증상의 기타 원인은 배제하는 것이 중요하다.

## 치료
성인의 경우 초기 치료는 단순히 포피를 끌어올린 다음 성기를 청소하는 일이 수반될 수 있다.